# Кузьмин, Виктор Иванович
Виктор Иванович Кузьмин (род. 17 марта 1948) — советский борец классического стиля, призёр чемпионатов СССР и Европы, мастер спорта СССР международного класса (1975).

## Биография
Увлёкся борьбой в 1962 году. В 1969 году выполнил норматив мастера спорта СССР. Участвовал в шести чемпионатах СССР. Оставил большой спорт в 1976 году.

## Спортивные результаты
- Чемпионат СССР по классической борьбе 1974 года — ;
- Классическая борьба на летней Спартакиаде народов СССР 1975 года — ;